# Salzwedeler Stadtrecht
Das Salzwedeler Stadtrecht war eine Form des Stadtrechts, die sich von den Rechtsformen der Stadt Salzwedel herleitete.

## Geschichte
Salzwedel wurde 1233 erstmals als Stadt (civitas) bezeichnet. Ein Stadtrecht ist erst in einer Ausfertigung von 1273 erhalten.
Die Herkunft des Salzwedeler Stadtrechts ist umstritten. Es leitete sich vor allem von Rechtsgewohnheiten Lüneburgs ab, war aber auch vom Lübecker und Hamburger Recht beeinflusst. Es unterschied sich vom Magdeburger Recht in einigen Rechtsgewohnheiten.
1239 wurde Perleberg, etwa in dieser Zeit auch Lenzen mit Salzwedeler Stadtrecht versehen. Auch Apenburg wurde dieses im 13. oder 14.  Jahrhundert verliehen.